# Isola Rokkō

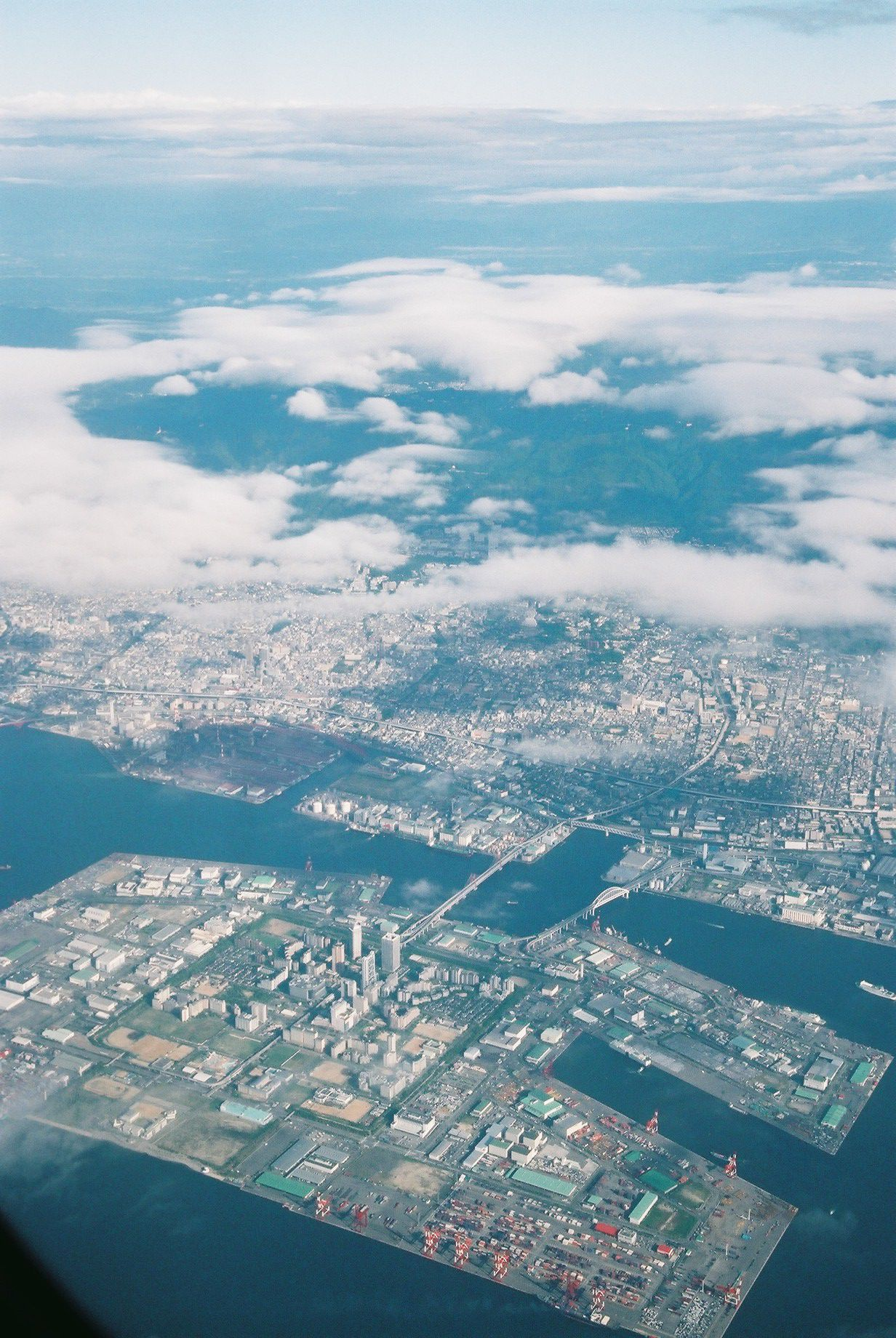
Veduta aerea dell'Isola Rokkō

L'Isola Rokkō (六甲アイランド?, Rokkō Airando) è la seconda isola artificiale nel quartiere Higashinada-ku di Kōbe, in Giappone. È situata nella periferia cittadina a sud-est del porto di Kobe.
Fu una delle aree più colpite durante il terremoto di Kobe. Nell'isola Rokkō vi sono alberghi, impianti sportivi, sale per convegni, mercati, un parco acquatico, condomini vista mare, il Museo della Moda di Kobe, una scuola internazionale (Canadian Academy), interporti, banchine e strutture portuali.